# Panaongan
Panaongan is een bestuurslaag in het regentschap Sumenep van de provincie Oost-Java, Indonesië. Panaongan telt 3650 inwoners (volkstelling 2010).